# A KITE
『A KITE』（ア カイト）は、1998年2月25日にグリーンバニーより発売された全2巻のアダルトアニメ。
後にアダルトシーンを削除して、アクション要素を強めたR指定のインターナショナルバージョンも発売された。
なお、本項では続編『KITE LIBERATOR』（カイト リベレイター）や実写版『カイト/KITE』についても記述する。

## 概要
両親を殺された少女が、その犯人のもとで殺し屋として育てられ、運命に翻弄される姿を描いた作品。『A KITE』という題名は、主人公である殺し屋・砂羽と依頼主である赤井の間にある見えない糸を凧に見立ててつけられたものである。おたぽるのレビューによれば、1998年のアダルトアニメとしては予算が高くなかったはずなのに一定のクオリティが保たれていることや、殺し屋が主人公であるがゆえのゴアシーンにおける血液の重みのある描写も、評価の一因となっている。
物語の舞台は日本だが、赤井たちのアジトが欧米のスラム街にしか見えない場所にあるなど、洋画を意識した無国籍風の作風とガンアクションをはじめ映像クオリティの高さから、日本国内はもとよりハリウッドで多大な支持を得たため、現地での実写映画化が決定した。詳細については#実写版を参照。
なお、実写版日本公式サイトによれば、上記の要素にエロティシズムが絡む過激さから、アダルトアニメ版は多くの国で上映禁止か検閲上映となった模様である。
2002年、『トリプルX』のプロモーションで来日したロブ・コーエン監督は「最近の日本の映画で好きな作品、監督を教えて下さい」という質問に「アニメーションだが、ミスター梅津の『KITE』、彼の作品の世界観は素晴らしい」と答えた。

## 制作
おたぽるのインタビューによれば、梅津は少女による復讐を題材としたオリジナルアニメの企画を考えていたが、一般向けの作品としては通りにくいため、性的なシーンを入れることで購買層を確保できると考え、18禁向けの企画として『A KITE』の企画を提出したそうである。また、「『A KITE』は自分が子供だった1970年代の時代劇や刑事ドラマを核としているが、自分の映画の嗜好や当時のアニメ業界の決まり事や演出に対するアンチテーゼも入れて制作した」と述べている。

## あらすじ
女子高生と殺人請負人、2つの顔を持つ美少女・砂羽。表と裏の世界を巧みに使い分ける大人たちの淫靡な呪縛から逃れられず、泥沼の世界に生きる砂羽が唯一心を許せる存在は、同じ世界に生きる謎の少年・音不利のみだった。2人は互いに同じ性分を感じながら惹かれ合うが、ある日を境に砂羽は組織との決別に走った音不利の始末を命じられ、彼へ銃口を向けることとなる。儚いと知りながらも愛情を育むか、それとも殺し屋の掟を優先するか。やがて、物語は冷酷なクライマックスを迎える。砂羽はすべてを終わらせると、どこへともなく去っていった。

## 登場人物
砂羽（さわ）
声 - 鳴瀬琴美
本作の主人公。12歳の時、赤井に両親を惨殺され、彼のもとへ引き取られた。仇が赤井であることを知らないふりをしながら、彼への復讐のためにあえて手解きを受け、殺人請負人となる。赤井には彼の作成した赤い銃「レッドクラブ」による射殺などの殺人術を仕込まれる一方で女としても開発されており、夜な夜な性欲の捌け口として扱われては赤井の好む反応を返しているが、前述の理由から内心では耐え続けている。
音不利（おぶり）
声 - 小山田慎吾
謎の殺人請負人の少年。一刻も早く自由の身になれる日を待っている。砂羽をして「手ごわい」と言わしめる腕前。
赤井（あかい）
声 - 渋沢五郎
殺人依頼人の1人で、表の顔は警察の鑑識課職員。かつて砂羽の両親を惨殺して彼女を引き取り、殺人術を仕込むと共に女として開発した。現在では、砂羽に殺人を行わせる一方で夜な夜な性欲の捌け口として扱ったり、彼女に足が付かないように自らの立場を利用して現場を細工するなど、さらなる非道の限りを尽くす。そのため、クライマックスには決起した砂羽によってレッドクラブで射殺されるという、因果応報の最期を迎えることとなる。
なお、砂羽を性欲の捌け口として扱う際の一方的な描写から、続編『KITE LIBERATOR』では彼女の子供の父に当たることがうかがえるが、同作の公式サイトでは後付けの設定によって匂わせる程度にとどまっている。詳細は#登場人物 (KITE LIBERATOR)を参照。
蟹江（かにえ）
声 - 的場辰夫
赤井の仲間で、砂羽と音不利に殺害依頼を伝える斜視の男。ファーストフード好き。赤井と同じく、女性を性欲の捌け口としか見ていない。

## スタッフ
- 企画 - 金木怪男、天地悠大
- 原作、脚本、キャラクターデザイン、絵コンテ、監督 - 梅津泰臣
- スーパーバイザー - Dr.POCHI
- 作画監督 - 岩井優器、梅津泰臣
- 美術監督 - 池端茂
- 撮影監督 - 森口洋輔
- 音響監督 - 鶴岡陽太
- 効果 - 神保大介（1巻）、山田稔（2巻）
- 音楽 - アン・フー
- プロデューサー - 雅太郎、越中おさむ
- アニメーション制作 - アームス
- 発売 - グリーンバニー
- 製作 - ビームエンタテインメント

## 作品リスト
特記の無いものは18禁。
- A KITE VOL.1（VHS、LD：1998年2月25日発売 / DVD：1998年7月25日発売）[7]
- A KITE VOL.2（VHS、LD：1998年9月25日発売 / DVD：1998年12月18日発売）[8]
- A KITE INTERNATIONAL VERSION（VHS/DVD：2000年7月25日発売）[9]
  - VOL.1とVOL.2を合わせて再編集したインターナショナル版。セックスシーンが削除されてR指定となったほか、英語吹き替えとなっている。
- A KITE PREMIUM COLLECTORS VERSION（DVD：2007年12月21日発売）[10]
  - 『KITE LIBERATOR』の製作を記念し、VOL.1とVOL.2とINTERNATIONAL VERSIONを1パッケージに収録した廉価版。『KITE LIBERATOR』の先行プロモーション映像が収録されている。
- A KITE Special Edition（BD/DVD：2015年4月3日発売）[11]
  - 実写版の公開を記念し、VOL.1とVOL.2を1パッケージに収録した廉価版。陰部のモザイク処理は、極小モザイクにリニューアルされている。実写版のメイキング映像（約15分）と予告編（1分版）に加え、同年4月24日に発売予定の『MEZZO FORTE Special Edition』の予告編（1分半）が収録されている。

## 備考
『MEZZO FORTE』にも、砂羽と赤井が登場している。本作との間に世界観や設定のつながりは存在しないため、梅津監督の遊び心による登場である。なお、『MEZZO FORTE』での赤井は、DSAの黒川と浅からぬ因縁にある模様である。
ノー・ダウトの楽曲『エックス・ガールフレンド』のPVは、本作を基にしている。

## KITE LIBERATOR

### 概要 (KITE LIBERATOR)
『KITE LIBERATOR』（カイト リベレイター）は、2008年3月21日に発売された一般向けのOVAであり、『A KITE』の続編にあたる。本編57分。
2007年9月27日には、コミックヴァルキリー誌上にて漫画版が連載開始。その単行本は2008年9月30日に発売。また、2007年10月25日には、第20回東京国際映画祭自主企画「animecs TIFF 2007」にてダイジェスト版（20分）が上映された。
主人公が前作に登場した特殊な銃を使う、砂羽が正体を隠して偽名で登場するなど、前作の世界観や設定を引き継いだ続編である一方、主人公の父が宇宙ステーション内で薬物によって怪物化してしまうなど、前作には無かったSFホラー要素なども盛り込まれている。
もともと40分の尺で制作する予定だったが、それに収まりきらないとの判断で57分になった。そのために当初から続編の構想があり、アメリカではDVDの好評を受けてオファーもあった模様だが、その後も続編に関する具体的な発表はなされていない。

### あらすじ (KITE LIBERATOR)
両親の復讐を遂げた砂羽が行方知れずになってから、数年後。都会の闇には、鮮やかな手口でターゲットを抹殺する死の天使が舞うようになっていた。それは、ごく普通の高校生活を送る少女・野口百南花の裏の顔だった。百南花はかつての砂羽のように、淡々と裏の仕事を遂行していく。一方、宇宙ステーション「クドリャフカ」では、百南花の裏の顔を知らないまま働く父・野口折外が、薬物によって怪物と化してしまう。

### 登場人物 (KITE LIBERATOR)
名前の多くは、野口聡一、土井隆雄、若田光一、ユーリイ・ガガーリン、向井千秋など、宇宙飛行士に由来している。
野口 百南花（のぐち もなか）
声 - 井上麻里奈
本作の主人公。普段は成績優秀だがドジで地味な眼鏡っ子の女子高生で、レストランのアポロ11で深夜までアルバイトをしている。宇宙ステーションで働く父の折外に想いを馳せる毎日を過ごす。抹茶バニラアイスが好物で、「彼氏はいるのか？」と聞かれただけで顔を真っ赤にするほどうぶな一面もある。また、右肩甲骨の下に謎の大きな傷跡がある。しかし、裏の世界ではカラーコンタクトレンズを着用して髪形も変え、「死の天使」と称される凄腕の殺し屋として活動している。
なお、公式サイトの作品紹介の「赤井との因果」とは、百南花が好んで使っている銃はかつて砂羽の持っていたレッドクラブと同一であるという意味である。
野口 折外（のぐち おるど）
声 - 小山力也
百南花の父で、宇宙飛行士。宇宙ステーション「クドリャフカ」で船外活動などをしている。勤務は数年間にも及ぶため、愛娘であり唯一の家族でもある百南花を弟の一象に預け、養育費と誕生日プレゼントを贈り続けていた。物語終盤、カルシウムを多く摂取する薬物と放射線の作用により、怪物と化してしまう。
土井 光一（どい こういち）
声 - 佐藤せつじ
食品大手の巨大企業「デファイ・フード」の宇宙食開発センターチーフ。気弱な男。光一の持ち込んだ、非正規の成分が入っているカレーと放射線により、折外が怪物と化してしまう。
野口 一象（のぐち いちぞう）
声 - 乃村健次
折外の弟で、タクシー運転手。百南花がアポロ11でウェイトレスのアルバイトをしていることや裏の仕事については気付いていない。
野口 愛月（のぐち あづき）
声 - 真堂圭
一象の一人娘で、百南花とは従姉妹かつ親友の陽気な女子高生。一象同様、百南花の裏の仕事には気付いていない。
我賀 倫（がが りん）
声 - 森田成一
署轄の生活安全部保安課の若き熱血刑事。行き付けのアポロ11で働く百南花に想いを寄せる。ある日、百南花が未成年であることを知るもそれにかこつけ、デートの約束をする。百南花が死の天使であることには気付いていない。
雨津 都呂九郎（あむづ とろくろう）
声 - 麦人
アポロ11の経営者兼店長。普段は百南花を未成年と知りながら雇っている、右目に眼帯をしたスケベな男であるが、裏の顔は不法銃器の密売や製造ビジネス業を営む商人である。貴知の要望で何やら武器を作っていたらしい。
なお、作中では言及されていないが、赤井の死亡後にレッドクラブを入手して百南花に譲ったという経緯を持つ。
向井 万夏（むかい まなつ）
声 - 岡村明美
アポロ11の従業員で、シングルマザーの強気な美女。人には言えない辛い過去を持つ。
公式サイトの開設当初は正体が砂羽であることや、子供は赤井か音不利の血を引いていることが記述されていたが、それらはすぐに削除された。なお、前作に砂羽と音不利の仲が砂羽と赤井のように肉体関係にまで至ったことを明示する描写は存在しないため、音不利の血を引いている可能性については後付けで設定されたことが示唆されている。
追音 貴知（ついん きち）、追音 香衣（ついん かい）
声 - ヤスヒロ
世間を震撼させている双子の連続殺人犯。両名とも百南花により殺害される。

### スタッフ (KITE LIBERATOR)
- 企画 - 鈴木径男（ハピネット・ピクチャーズ）、鈴木雅人、草野啓二（スタジオ旗艦）、ジョン・シラベラ（メディアブラスターズ（英語版））
- 原作・監督・脚本・絵コンテ・演出・キャラクターデザイン - 梅津泰臣
- 作画監督 - 梅津泰臣、金子秀一
- プロップデザイン - 金子秀一
- 3D制作 - デジタル・フロンティア、スタジオトリコ
- 美術設定 - 平田秀一
- 美術監督 - 佐藤豪志、若松栄司（草薙）
- 色彩設計 - 中田亮大
- 撮影監督 - 菅原徹（スタジオコスモス）
- 編集 - 瀬山武司（瀬山編集室）
- 音楽 - 石川智久
- 音楽制作 - ランティス
- 音響監督 - 清水勝則
- 音響効果 - 神保大介
- 音響制作 - ザック・プロモーション
- プロデューサー - 楠原真理子、越中おさむ、羽山陽子
- アニメーション制作 - アームス
- 製作 - 「KITE LIBERATOR」製作委員会

### 映像ソフト (KITE LIBERATOR)
- 「KITE LIBERATOR　カイト リベレイター」 限定版 DVD 発売日：2008年3月21日
- 「KITE LIBERATOR　カイト リベレイター」 DVD 発売日：2008年3月21日

### 漫画版 (KITE LIBERATOR)
2008年9月30日発売。作画は小宮利公。ストーリーは漫画オリジナルで、OVA本編よりも前作の世界観に準じた内容となっており、薬物やそれによる怪物化などのエピソードは描かれていない。ISBN 978-4-86032-641-8

## 実写版

### 概要（実写版）
『カイト/KITE』（原題: Kite）は、2014年にアメリカ合衆国とメキシコで共同製作されたアクション映画。監督はラルフ・ジマン。出演はインディア・アイズリー、カラン・マッコーリフ、サミュエル・L・ジャクソン。

### 製作（実写版）
2011年9月5日、梅津泰臣の大ファンを公言しているデヴィッド・エリス監督による実写映画化が進行中であることが報じられた。2012年12月18日には、サミュエル・L・ジャクソンが出演することや、撮影が南アフリカ共和国のヨハネスブルクで行われることが報じられた。
しかし、2013年1月8日には、エリスがヨハネスブルクで急死したことが報じられた。梅津によれば、原作とは別物へ改変された脚本をエリスが元に戻して撮影に入る直前となっていた。
同年2月4日にはラルフ・ジマンがエリスの代役に就くこと、インディア・アイズリーが主演であること、カラン・マッコーリフが共演すること、そしてジャクソンが引き続き出演することが報じられた。引き続き出演することに際し、ジャクソンはエリスへの敬意も表している。
2013年5月6日には、クランクアップしたことが梅津によって伝えられた。同年5月10日には、アメリカでの配給はワインスタイン・カンパニーが担当することがDeadline.comによって報じられた。また、梅津によれば同年5月15日から5月26日まで開催された第66回カンヌ国際映画祭では予告編が初披露され、日本での配給会社も決定したとのこと。
2013年11月2日には、コミカゼ・エキスポでキャストとスタッフによる特別プロモーションイベントが開催された。
2014年4月20日には、アメリカとカナダでの配給のほかソフト化や配信をアンカー・ベイ・フィルムズが、それ以外での配給をワインスタイン・カンパニーが担当することがDeadline.comなどによって報じられた。その後、同年7月18日のファンタジア国際映画祭でのイベント上映を経て、8月28日にアメリカでの公開となった。梅津によれば、日本では同年10月3日にIMAGICAで試写が行われた。また、劇場公開は2015年4月11日を予定しており、R15+指定でヒューマントラストシネマ渋谷ほか全国ロードショーとのこと。
2015年2月12日には、日本公開版の予告編が公開された。過激なシーンが多かったために映画倫理委員会に注意され、大幅な修正を経たものとなっている。
2015年3月13日には、実写版の公開を記念して梅津の描き下ろしによるサワのオリジナルイラストが公開された。これをあしらったステッカーが、全国上映劇場の来場者先着3,000人にプレゼントされた。
2015年3月27日には、大阪市浪速区のでんでんタウンで開催された「日本橋ストリートフェスタ2015」に実写版が参加し、サワとアカイに扮したコスプレイヤーが宣伝を行った。
2015年4月4日には、JCOMの映画紹介番組『キネマのDAIGO☆味』で実写版が紹介され、梅津がゲスト出演した。
2015年4月6日には、公開記念イベントが大阪市浪速区の通天閣のSTUDIO210で開催され、お笑い芸人のとにかく明るい安村が登壇した。
2015年4月8日には、試写会が東京都千代田区のよみうりホールで開催された。
2015年4月10日には、実写版の公開を記念してOVA版『A KITE INTERNATIONAL VERSION』と『MEZZO FORTE International Version』が東京都豊島区の新文芸坐で上映された。

### 評価（実写版）
漫画家の奥浩哉は「多少不安があったが、むこうのスタッフの原作に対する深いリスペクトを感じた」、桂正和は「とてつもなく愛らしく、残酷で儚い」、士郎正宗は「『原作アニメを踏襲した部分』と『実写映画ならではの独自要素』のブレンドバランスも破綻無く馴染んでおり、邪道好きな僕が言うのも変だが、日本原産作品の正道な進行方向だと思う」、ヤスダスズヒトは「幸せな実写化だと思います」、声優の井上麻里奈は「原作を意識した作品作りを映画を通して感じられて面白かったです」とそれぞれ評している。

### キャスト（実写版）
※括弧内は日本語吹替
- サワ - インディア・アイズリー（沢城みゆき）
- オブリ - カラン・マッコーリフ（小野大輔）
- カール・アカイ - サミュエル・L・ジャクソン（有本欽隆）
- ヴィク・ソーンヒル - カール・ボークス（英語版）（金光宣明）
- プリンズルー刑事 - デオン・ロッツ（斉藤次郎）
- レイノック - ルー・ベンター（坂口候一）
- その他の日本語吹き替え‐藤沼建人/武虎/こばたけまさふみ/有賀由樹子/竹内絢子/内野孝聡/稲川英里

### スタッフ（実写版）
- 原作 - 梅津泰臣
- 監督 - ラルフ・ジマン
- 脚本・プロデューサー - ブライアン・コックス（英語版）
- 撮影 - ランス・ギューワー
- 美術 - ウィリー・ボータ
- 編集 - ミーガン・ギル
- 衣装 - ルイ・フィリップ
- ヘア&メーキャップ - メグ・タナー
- 音楽 - ポール・ヘプカー（英語版）
- 配給 - アンカー・ベイ・フィルムズ（英語版）、ワインスタイン・カンパニー、アスミック・エース（日本公開版）
- 提供 - カルチュア・パブリッシャーズ（日本公開版）
- 製作 - アナント・シン、ブライアン・コックス、モイゼス・コシオ
- 製作総指揮 - スディール・プラグジー、サンジーブ・シン、バジル・フォード

### 映像ソフト（実写版）
- 「カイト／KITE」Bru-ray, DVD 発売日：2015年9月16日